# Matthew Coon Come
Matthew Coon Come, né près de Mistissini au Québec en 1956, est un homme politique cri. Il est chef national de l'Assemblée des Premières Nations de 2000 à 2003.

## Biographie
Matthew Coon Come naît en 1956 près de Mistissini au Québec.
Enfant, Coon Come fréquente le pensionnat autochtone de La Tuque. Il étudie ensuite la science politique à l'Université de Trent et le droit à l'Université McGill.
Coon Come est d'abord élu grand chef et président du Grand Conseil des Cris en 1987. Il devient célèbre grâce à son engagement pour les intérêts des autochtones, notamment dans la campagne contre le projet hydroélectrique de la Baie James du gouvernement du Québec. Il reçoit en 1994 le prix Goldman pour l'environnement.

## Distinctions
- 1994 - Prix Goldman pour l'environnement
- 2018 -  Officier de l'Ordre du Canada[3]